# Žluťásek jižní
Žluťásek jižní (Colias alfacariensis) je denní motýl z čeledi běláskovitých (Pieridae). Název pochází od jména typové lokality – Sierra de la Alfaguara u města Alfacar (provincie Granada, jižní Španělsko) – kde byl začátkem 20. století popsán. 

## Popis
Rozpětí křídel je 40–42 mm. Křídla samečků jsou žluté barvy, samičky mají zelenožlutou základní barvu, pouze spodní strana zadních křídel je nažloutlá. Horní strana křídel obou pohlaví má tmavě hnědou až černou okrajovou pásku, jen tenkou na zadních křídlech. V základu předních křídel je černá skvrna nahoře a dole. Samečci mají oranžovou skvrnu v horní části zadních křídel s červeným okrajem, na spodní straně je tato skvrna jasná a vyznačená červeně. Toto místo může být rozděleno na dvě části červeným okrajem, takže se podobá osmičce, podobně jako u jiných druhů žluťásků z rodu Colias. U samiček není oranžová skvrna v horní části zadních křídel ohraničena.

## Rozšíření
Jedná se o západopalearktický druh, jehož areálem rozšíření je západní (Španělsko), jižní a střední Evropa, jižní Rusko, Malá Asie, Kavkaz, Zakavkazsko, střední Asie, Čína. Ojediněle byl zaznamenán v jižní Anglii a Dánsku.
V ČR se vyskytuje v jižních a středních Čechách, hojný je na jižní Moravě.

## Způsob života
Živnými rostlinami žluťáska jižního jsou podkovka chocholatá (Hippocrepis comosa) a v ČR převážně čičorka pestrá (Coronilla varia). Biotopem jsou otevřená stanoviště – krátkostéblé stepní trávníky a skalní stepi, vyprahlé pastviny, skalnaté svahy, náspy podél silnic a železnic, váté písky, pískovny a lomy. Obvykle vytváří dvě generace, někdy částečnou třetí generaci (květen–červen, srpen–září, říjen).
Samci vyhledávají samice patrolováním (párovací strategie – samci aktivně vyhledávají samice: proletují nad biotopem, kde by se samice mohly vyskytovat). Samice klade vajíčka za slunných dnů. Housenka, která se vylíhne z vajíčka asi po pěti týdnech, je zelená, s černými ostny na vrchní straně. Před zakuklením se zbarvuje žlutě. Housenky jsou závislé na slunění, nesnášejí kombinaci vhlka a zimy. Poslední generace buď přezimuje, nebo se ještě na podzim zakuklí přichycena vlákny k živné rostlině. Kukla světle zelené barvy je dlouhá asi 1,5 cm; motýl se vylíhne po sedmi dnech.

## Taxonomie
Uvádí se pět poddruhů:
- Colias alfacariensis alfacariensis Ribbe, 1905 – žije na území ČR a v nížinách na Slovensku
- Colias alfacariensis fontainei Reissinger, 1989
- Colias alfacariensis remota Reissinger, 1989 – žije v jižní Evropě
- Colias alfacariensis saissanica Reissinger, 1989
- Colias alfacariensis vihorlatensis Reissinger, 1989 – žije v horských oblastech Slovenska[3]